# Maestro (tarjeta de débito)
Mastercard Maestro es un servicio multinacional de tarjetas de débito y tarjetas de prepago de Mastercard que fue fundado en 1991. Las tarjetas Maestro se obtienen de bancos asociados y pueden estar vinculadas a la cuenta corriente del titular de la tarjeta, o pueden ser tarjetas prepago. El titular de la tarjeta presenta la tarjeta en el terminal punto de venta (Datáfono) y el dependiente o el cliente la deslizan a través de la terminal o la insertan en un dispositivo de Circuito integrado y PIN (Número de Identificación Personal) El pago es autorizado por el emisor de la tarjeta para asegurarse de que el titular de la tarjeta tiene suficientes fondos en su cuenta para hacer la compra y el titular de la tarjeta confirma el pago firmando el recibo de la venta o introduciendo su PIN de 4 a 6 dígitos.
Dentro de la UE y algunos otros países, Maestro es la marca de débito principal de MasterCard y es el equivalente de la tarjeta de débito de firma que no requiere autorización electrónica, similar a la tarjeta de débito Visa. En la mayoría de otros países, Maestro es equivalente a una Visa Electron y es la tarjeta terciaria de MasterCard. Esta requiere autorización electrónica muy parecida a una tarjeta de débito Solo, es decir no sólo se debe leer la información almacenada en el circuito integrado o la banda magnética, esta debe ser enviada desde el comercio al banco emisor, el banco emisor entonces responde con una autorización afirmativa. Si la información no es leída, el emisor rechazará la transacción, independientemente de cualquier cantidad disponible en la cuenta asociada. Esto es diferente de otras tarjetas de débito y crédito, donde la información puede ser introducida manualmente en la terminal (es decir, al pulsar los 13 a 19 dígitos y la fecha de vigencia en la terminal) y de todos modos ser aprobada por el emisor o el procesador sustituto.
Maestro es aceptada en alrededor de quince millones de puntos de ventas.

## Aceptación y disponibilidad
- En Alemania y Austria, Maestro reemplazó al sistema de Eurocheque. Las tarjetas Maestro austríacas son prácticamente siempre tarjetas Maestro puras. Las tarjetas Maestro alemanas, sin embargo, son en la mayoría de los casos de marca compartida con el logotipo alemán Girocard. Estas tarjetas de marca compartida funcionan como tarjetas Maestro normales dentro de la red Maestro y como Girocards dentro de la red Girocard, pero no pueden ser usadas como Maestro a través del teléfono o en el internet.
- En Bélgica, las tarjetas Maestro son de marca compartida con el logotipo belga BC/MC (BanContact Mister Cash).
- En el Reino Unido, el antiguo sistema de tarjeta de débito Switch fue remarcado como Maestro. Por debajo de la marca, sin embargo, el sistema seguía siendo el mismo viejo Switch y las tarjetas todavía eran fundamentalmente Switch. En 2011, MasterCard alineò a UK Domestic Maestro (la antigua Switch) con la propuesta estándar de Maestro internacional, terminando su situación como un esquema de tarjeta separada. Este cambio también condujo a la suspensión de la Solo (tarjeta de débito). En enero de 2009, First Direct y HSBC suspendieron el uso de la tarjeta Maestro y emitieron las tarjetas Visa de débito a los nuevos clientes y gradualmente las introdujeron en 2009 al resto de clientes. En septiembre del mismo año, los apoyos británicos del Banco Nacional de Australia, estando el Banco Clydesdale y el Yorkshire Bank, empezó el proceso de sustitución de la tarjeta Maestro por una Mastercard Débito para sus cuentas actuales, excepto para la Readycash y cuentas de los Estudiantes, por lo que la tarjeta Maestro siguió emitiéndose hasta 2015. Igualmente, en el mismo mes el Grupo del Royal Bank of Scotland (el mayor emisor de Tarjetas de Débito de Europa que incluye las marcas National Westminster Bank, Coutts y Ulster Bank) cambiaron de Maestro a Visa de Débito, un proceso que llevó dos años completar.[2][3][4] Esto eficazmente significó que sólo unos cuantos bancos del Reino Unido más pequeños serían emitir Maestro tarjetas. En 2015, el banco del Reino Unido de Irlanda reemplazó su Maestro tarjetas de débito con tarjetas de Débito de la Visa.
- En Irlanda, Laser, que fue una marca compartida con Maestro, ha sido sustuida por Visa Débito y Mastercard Débito. La tarjeta de débito Laser ha sido retirada paulatinamente por todos los bancos y dejó de operar desde marzo de 2014. Las tarjetas Láser Irlandesas llevaron Maestro de marca compartida desde 2008 en adelante. Fueron pensadas para ser utilizadas con sistemas chip y PIN POS. El chip en la tarjeta fue programado con dos aplicaciones, una para Laser y una para Maestro. Las transacciones de punto de venta eran procesadas normalmente por la red Láser en Irlanda y la red Maestro cuando se utilizaba la tarjeta en el extranjero. Algunas terminales de punto de venta solicitaban a los usuarios que seleccionaran manualmente Laser o Maestro antes de completar la transacción. Las tarjetas Laser podían ser procesadas como Maestro en la mayoría de las terminales de punto de venta en todo el mundo para chip y PIN o afanarse y firmar transacciones (donde aún es aceptado). Los minoristas se basaban en Internet y el teléfono, sin embargo, necesitaban que se creara específicamente para aceptar Irish Laser/tarjetas Maestro. Las transacciones se hicieron con esas tarjetas que a menudo estaban aseguradas por el sistema de MasterCard SecureCode para verificar la identidad del titular. Esas cartas eran normalmente multi-funcionales y operaban como una tarjeta de débito así como una tarjeta ATM la cual podría ser utilizada para acceder a los cajeros automáticos. Algunos bancos también permitieron a los clientes usar sus tarjetas para depositar o retirar dinero en el mostrador o en An Post oficinas Postales de correos usando su tarjeta de débito y PIN. Históricamente las tarjetas con frecuencia contenían una función de la tarjeta de garantía de Cheques indicada por un holograma. Este esquema se cerró en 2011 Las tarjetas MAestro emitidas en el extranjero son todavía aceptadas en Irlanda en cajeros automáticos y en muchas máquinas POS Sin embargo, la aceptación de las tarjetas de débito/crédito Visa y MasterCard es seguramente más común en los terminales POS.
- En Dinamarca, las tarjetas Maestro han sido reemplazadas por los bancos que la emitieron como MasterCard Débito Por otra parte, el mayor banco Danés el Danske Bank ha sustituido todas sus tarjetas de cajero automático con Tarjetas Mastercard Débito.
- En los Estados Unidos, Maestro es una red de tarjetas de débito basada en un PIN estrechamente relacionada con la red de cajeros automáticos (ATM) de Cirrus, también propiedad de MasterCard Al igual que otras redes de PIN-débito en los Estados Unidos, Maestro se basa únicamente en una tarjeta y PIN estándar, sin un chip; las transacciones de débito y firma en los Estados Unidos son tratadas a través de la principal red MasterCard o de la rival Red Visa. La filial de RBS en Estados Unidos, Grupo Citizens Financial, también comenzaron intercambios con Visa, aunque como la mayoría de los bancos extranjeros con operaciones en los Estados Unidos utiliza la red Cirrus de MasterCard y la tarjeta participa en la iniciativa MasterCard SecureCode.
- En Brasil, Maestro adquirió la actual red servicios Redeshop y dio una nueva imagen a Maestro. La Caixa Econômica Federal  es actualmente es el mayor emisor de tarjetas Maestro del mundo, con más de 34,000,000 de tarjetas emitidas en octubre del 2006.
- En partes de América Latina, Maestro es conocido como MasterCard Maestro, ya que el nombre de marca no está tan extendido como en Europa.
- En Australia, Maestro es parte del programa de puntos de venta y es emitida por todos los bancos de Australia.
- En Argentina, Maestro fue la tarjeta usada por el Banco de la Nación Argentina y otros bancos, mayormente estatales o bancos de provincias (como el Banco Ciudad, Banco Chubut, Corrientes, etc). Aunque algunos bancos privados, como el Banco Industrial y el Nuevo Banco de Santa Fe también la emitieron, hoy en día todas las tarjetas están siendo reemplazadas por Mastercard debit.
- En Colombia, el Banco Davivienda, Colpatria, Helm Bank (de CorpBanca), CorpBanca, Banco AV Villas, Bancolombia y otros bancos más usan este sistema de Maestro y Cirrus en sus tarjetas débito.
- En Venezuela Maestro es sumamente popular. A partir de 2014, la tarjeta de débito líder fue emitida por casi todos los bancos del mundo. Es ampliamente aceptada en puntos de venta (POS). Funciona en todos los cajeros automáticos (ATMs), mostrando los logos de Suiche 7B, MasterCard, Conexus y Cirrus.
- En India, Maestro es el líder de la tarjeta de débito PIN en términos de circulación. Es la tarjeta de débito elegida por casi la totalidad de los mayores bancos, excepto el banco ICICI. Los bancos emisores de Maestro incluyen el State Bank de India (el mayor banco de la india), el banco afiliado State Bank´s, Punjab National Bank, Syndicate Bank, Oriental Bank of Comerce, Banco de Rajasthan, etc.
- En Israel, la tarjeta Maestro no puede ser usada en lugares de puntos de venta para hacer compras pero la red Cirrus es aceptada en una mayoría de puntos de efectivo la mayor parte del tiempo. La excepción es el "First Internacional Bank de Israel" (FIBI) que no acepta Cirrus.
- En China, Banco de China usa Maestro como su sistema de tarjeta de débito "internacional". Además, con certeza los cajeros automáticos del Bank of China presentarán al usuario opciones de lenguaje con Japonés o Coreano al introducir la tarjeta Maestro.
- En Romania, Maestro era una tarjeta de débito popular (la tercera después de Visa Electron y la MasterCard Débito Standard) es todavía emitida por tres bancos: BCR, BRD y Credit Agricole.
- En Rusia, Maestro Momentum es solamente tarjeta de débito que se emite actualmente. La tarjeta es válida únicamente en Rusia, y no puede ser usada para pagos por Internet
- En Italia, los bancos emiten ambas tarjetas, Maestro y VPAY (la última solo funciona en Europa); ambas son por lo general marcas compartidas con el proyecto nacional Bancomat/Pago Bancomat.
- En Holanda, casi todos los bancos emiten la tarjeta de débito Maestro, con un único banco ofreciendo V PAY en lugar de tarjetas Maestro.
- En Serbia, las tarjetas de débito Maestro son emitidas por varios bancos de Serbia. El principal emisor es Banca Intesa Beograd. Sin embargo, en septiembre de 2012, Banca Intesa Beograd comenzó a cambiar a Visa.[5]
- En Japón, las tarjeta de débito Maestro con chips EMV se emitieron fuera de la región Asia Pacífico. Las de los Países Bajos y Canadá no pudieron ser usadas temporalmente en los cajeros automáticos de Japón debido a una actualización en la red regional de cajeros automáticos. Además, Seven Bank anunció en abril de 2013 que todas las tarjetas MarsterCard, incluyendo Maestro, ya no deberían ser aceptadas en sus Cajeros Automáticos debido a un desacuerdo con MasterCard.[6][7][8]
- En Grecia, las tarjeta de débito Maestro han sido emitidas por varios bancos importantes.[9] Sin embargo, a partir de marzo de 2015 los cuatro mayores bancos Griegos han sustituido las tarjetas Maestro por tarjetas de MasterCard Débito sin contacto.
- En Chile, las tarjetas de débito Maestro son ampliamente usadas, doble compra con RedCompra emitida por la mayoría de los bancos. Operan a través de la red local Transbank y Cirrus. Generalmente, las tarjetas Maestro Chilenas tienen un pequeño logotipo en la parte posterior de la tarjeta y generalmente poseen la tecnología Sin Contacto o Contacless; Banco Santander fue el primer banco en implementar la tarjeta de débito Maestro que posteriormente fue reemplazado por Mastercard débito hasta 2022 que finalmente comenzó a ser sustituido por Visa débito, similar situación vivió Banco Estado a partir del 2002 solo los clientes de Cuenta Corriente y Chequera electrónica podían acceder a una tarjeta de débito Maestro solo con banda magnética excepto los clientes de Cuenta RUT que solo se limitaba al sistema local RedCompra hasta el 2020 las tres tarjetas de débito del Banco Estado pasaron a ser sustituidas por Visa débito con chip y contactless. En tanto Banco Security, Banco Ripley, Banco Itaú y Banco Internacional antes emitían tarjetas de débito Maestro después fueron reemplazados por Mastercard débito; mientras tanto la Cooperativa de ahorro y crédito Coopeuch emitía tarjetas de débito Redcompra hasta que fue homologada a Mastercard débito y Banco Falabella tras haber roto acuerdo con Visa dejó de emitir tarjetas Visa débito y fueron reemplazadas por Mastercard débito.

## Logotipo

1992-1996
1996-2016
Desde 2016